# 46280 Hollar
46280 Hollar este un asteroid din centura principală de asteroizi.

## Descriere
46280 Hollar este un asteroid din centura principală de asteroizi. A fost descoperit pe 21 mai 2001 la Observatorul din Ondřejov de Petr Pravec și Peter Kušnirák. Asteroidul prezintă o orbită caracterizată de o semiaxă mare de 2,70 ua, o excentricitate de 0,14 și o înclinație de 12,0° în raport cu ecliptica.